# Xestia divitefimbrata
Xestia divitefimbrata là một loài bướm đêm trong họ Noctuidae.